# メガメートル
メガメートル（記号Mm）は、国際単位系および計量法における長さの単位で、106(1000000)メートル (m)である。

## 概要
106を表すSI接頭語であるM（mega、読みはメガ）と基本単位のメートルとを組み合わせた単位である。したがって、メガを表す1文字目の“M”は必ず大文字、メートルを表す2文字目の"m"は小文字で表記しなければならない。
1メガメートル（1 Mm）は、東京都庁と鹿児島県庁の間の直線距離（962.7 km = 0.9627 Mm）に近い。
メガメートルはあまり使われておらず、通常キロメートル (km)で表すことが多い。
- 1 Mm = 1000 km

キロメートル ≪ メガメートル ≪ ギガメートル